# Tajvan történelme

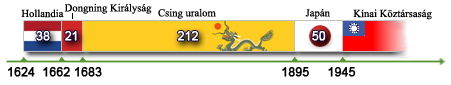
Tajvan történelmének főbb korszakai

Tajvan szigetét először ausztronéz törzsek lakták. A 17. században egy rövid életű spanyol letelepedést követően holland gyarmat lett, melyet nagy számú han kínai és hakka bevándorlás követett a kontinentális Kína területéről.
1662-ben Kuo Hszing-je, egy Mingekhez hű hadvezér legyőzte a hollandokat és támaszpontot hozott létre a szigeten. 1683-ban hadseregét legyőzte a Csing-dinasztia serege. A Csingek egészen 1895-ig uralták Tajvant, amíg az első kínai–japán háborút követően az japán kézre nem került. A japán uralom alatt Tajvan rizst és cukrot termelt a Japán Birodalom számára, a második világháború során pedig a japán katonai hadműveletek egyik támaszpontja lett. A japán hadseregbe tajvani katonákat is besoroztak.
1945-ben, Japán kapitulációjával a Kínai Köztársaság vette át a hatalmat a sziget fölött, majd a Kuomintang 1949-ben a kínai polgárháborúban elszenvedett vereségét követően ide menekítette kormányát. A Kuomintang mintegy negyven évig egypártrendszerben irányította a szigetet és a környező kisebb szigeteket, 1996-ban kerülhetett sor az első szabad választásokra.

## Őslakosok

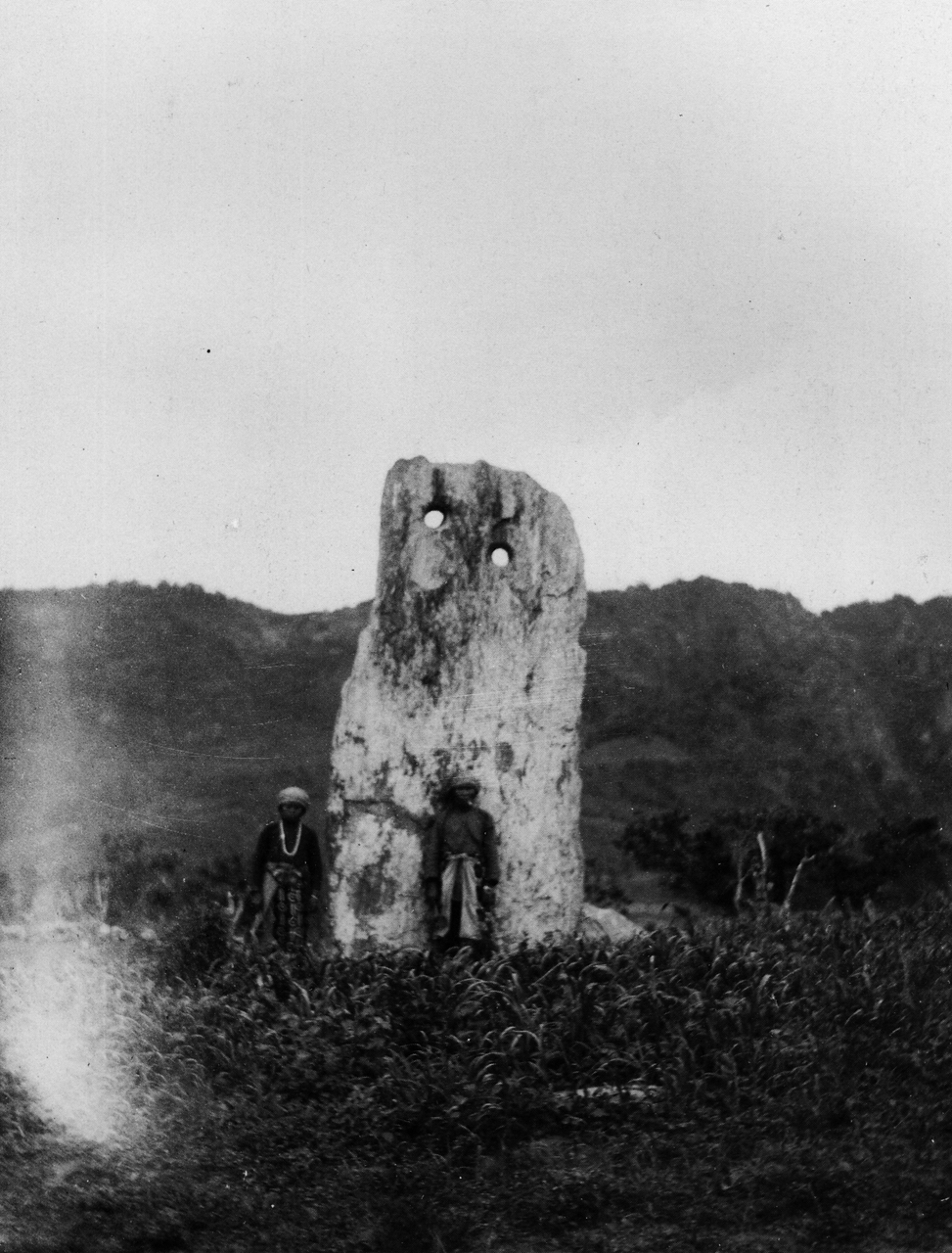
A Puyuma nép holdmonolitja, ca. 1896

A Tajvanon végzett ásatások szerint a sziget már 30
-50 ezer évvel ezelőtt is lakott volt. Az ausztronéz tajvani őslakosok (jüancsumin (原住民, yuánzhùmín, pe̍h-oē-jī: gôan-chū-bîn)) körülbelül 6-8000 évvel ezelőtt vándoroltak Tajvanra. A tajvani őslakosok genetikailag a Fülöp-szigeteki, maláj és indonéz népcsoportokhoz állnak közel, nyelvük az ausztronéz nyelvcsaládhoz tartozik, a nyelvészek szerint a sziget nyelvcsalád hazája, innen terjedt el Ázsiában. 2010-ben a Tajvanon élő ausztronéz őslakosok száma körülbelül 512 197 fő volt, a teljes lakosság 2%-a. A Kínai Köztársaság 2010-ig bezárólag 14 törzset ismert el őslakosként, ezek az Amis, az Atayal, Paiwan, Bunun, Puyuma, Rukai, Tsou, Saisiyat, Tao (Yami), Thao, Kavalan, Truku, Sakizaya és Sediq törzsek. Néhány kisebb törzset a tajvani kormány nem ismer el különálló törzsként. A később érkező betelpülő han kínaiakkal való asszimiláció következtében a tajvani őslakosok nyelve és kulturális identitása eltűnőben van. A 26 ismert őslakos nyelvből tíz már kihalt, további öt a kihalás szélén áll, a többi pedig veszélyeztetett. A kormány a 2000-es évek elején nyelvmegőrző programokat indított, például rádió- és televízióműsorokat illetve kéttannyelvű iskolákat hoztak létre.
A Saisiyat törzs hagyományai között él egy fesztivál, melyet a kis fekete emberek rituáléjának hívnak. Ez arra utal, hogy Tajvanon valószínűleg negritó népcsoportok is éltek.

## Spanyol és holland gyarmat

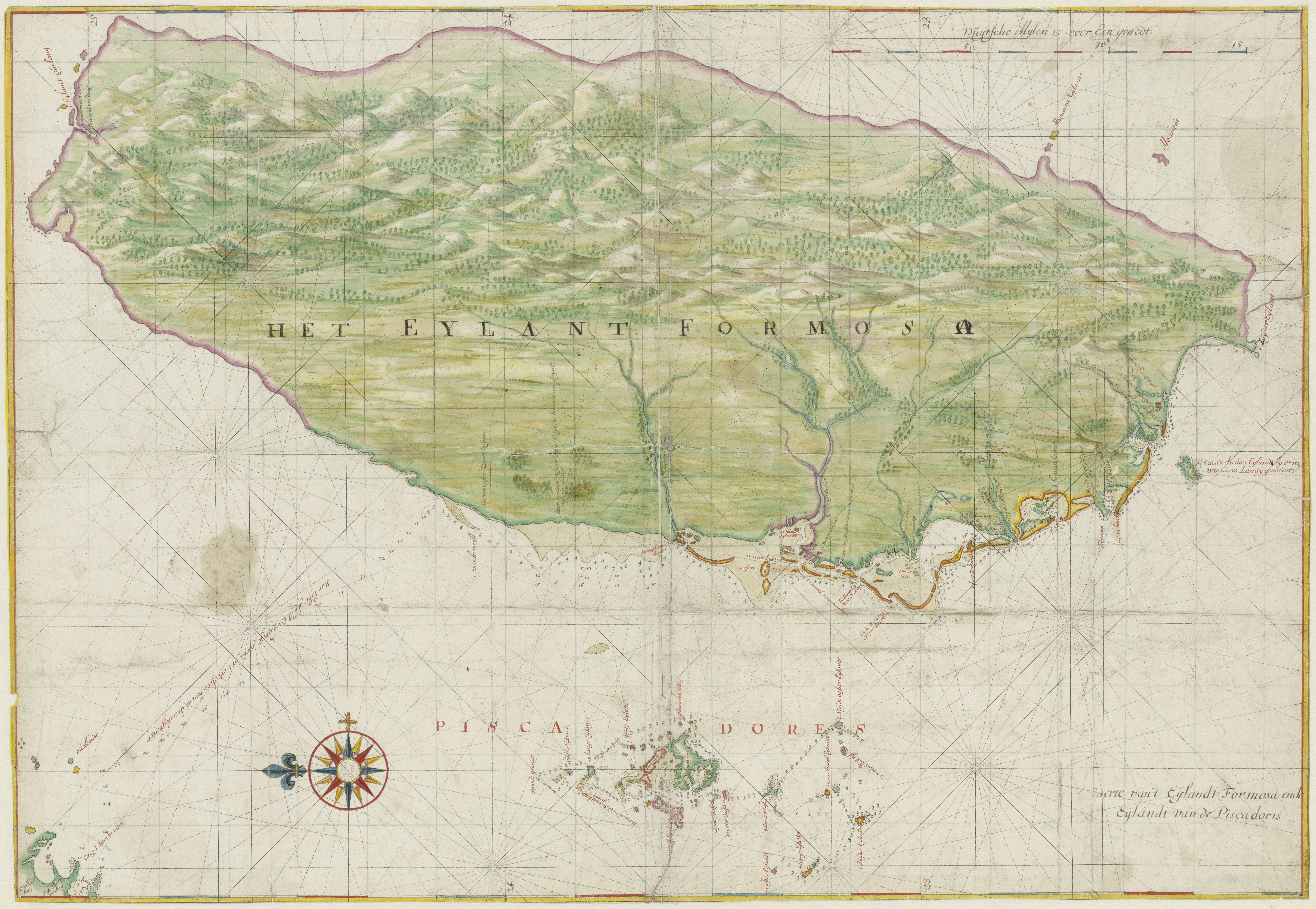
Formosa (Tajvan) és Penghu térképe, Johannes Vingboons, ca.1640, Nationaal Archief, Den Haag

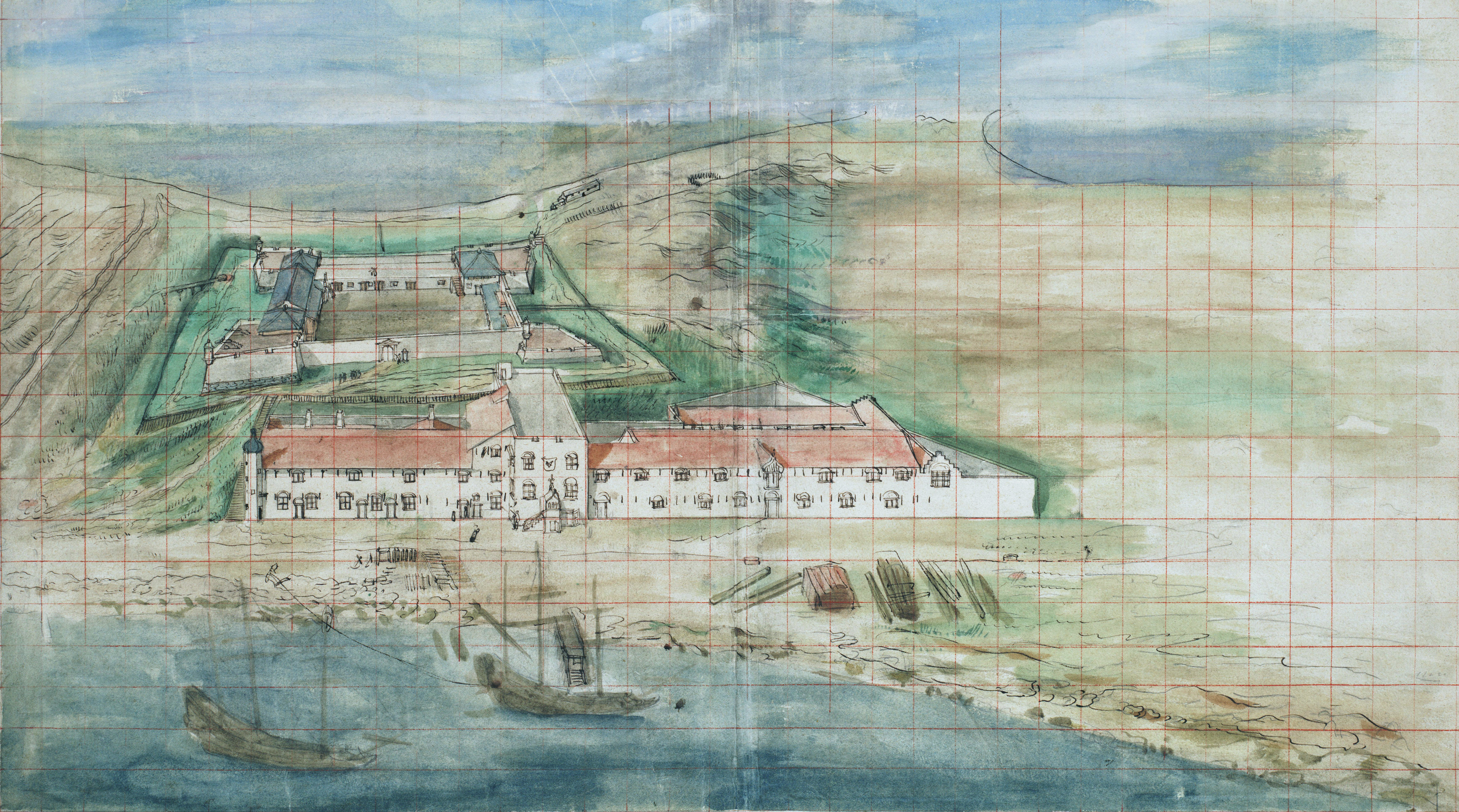
Fort Zeelandia Tajnan közelében.

1544-ben egy portugál hajó haladt el a sziget mellett, ők voltak az első európaiak, akik feljegyezték a létezését, és az Ilha Formosa, „szép sziget” nevet adták neki. 1582-ben portugál hajótöröttek tíz hetet töltöttek a szigeten maláriával küszködve, mielőtt visszatértek volna Makaóra.
1623-ban holland kereskedők érkeztek a szigetre, akik ázsiai kereskedőbázist akartak itt létrehozni, mintegy összekötő központként Japán és a kínai partok között. 1626-ban a spanyolok is megérkeztek, Csilung mellett építettek erődöt Fort San Salvador néven, melyet 1642-ig tudtak tartani, akkor a hollandok a helyi őslakosok segítségével elűzték őket. 1628-ban a spanyolok Tamszuj (Tamsui) mellett is építettek egy erődöt, de 1638-ra el is hagyták. A hollandok a helyén építették fel Fort Anthoniót 1642-ben, mely ma is áll, a Fort San Domingo múzeumegyüttes részeként.
1662-ig a Holland Kelet-indiai Társaság (VOC) felügyelte a szigetet és lakosságát, adó- és iskolarendszert vezettek be, latin betűs írásra oktatták a bennszülötteket és keresztény hitre térítették egy részüket. Bár a hollandok csupán a sziget nyugati részét foglalták el, a későbbi hódítók is átvették a holland rendszereket. Ebben az időben jelentek meg az első kínai bevándorlók, akik Fucsienből (Fujianből) érkeztek és vagy vadászengedélyt akartak szerezni a hollandoktól, vagy pedig a Csing hatóságok elől menekültek. A szigetet Kínában akkoriban a pokol kapuja néven emlegették, mert híres volt arról, hogy sok tengerész és felfedező vesztette itt életét.
A hollandok eredetileg a Fort Zeelandia erődöt akarták kereskedelmi bázisként használni Japán és Kína között, de hamarosan felfedezték a nyugati partokon őshonos szikaszarvas-populációkban rejlő lehetőséget. A szarvasok iránt nagy volt a kereslet Japánban és Kínában egyaránt. A hollandok az őslakosokkal vadásztatták a szarvasokat, olyan mennyiségben, hogy hamarosan szinte teljesen kiirtották a populációt, veszélyeztetve ezzel az őslakosok egyik élelemforrását is. A hollandok emellett han kínai földműveseket is foglalkoztattak, akik cukornádat és rizst termeltek exportra. 1633-ban a hollandok egy újabb erődöt építettek a szigeten és nekiláttak Tajvan valódi gyarmatosításához.
A gyarmatosítás első lépéseként az ellenálló őslakos falvakat lerohanták, felgyújtották, volt olyan település, amelynek lakosait teljesen kiirtották. Más települések férfi lakóit rabszolgamunkára kényszerítették, a nőket és gyerekeket cselédmunkára sorolták be. Olyan tervek is léteztek, amelyek a Tajvan körüli kisebb szigetek teljes népességét deportálták volna.

## Tungning Királyság
Miután a mandzsuk legyűrték a Ming-dinasztiát, a Mingekhez hű Kuo-hszing-je 1661-ben flottájával a szigetre érkezett és kilenc hónapnyi ostrom után 1662-ben sikerült kiűznie a hollandokat Fort Zeelandiából. Kuo-hszing-je Ming-hű főhadiszállást akart létrehozni Tajvanon, ahonnan támadva vissza akarta foglalni korábbi bázisát, Hsziament (Xiament). Kuo-hszing-je nem sokkal később maláriában (egyes szóbeszédek szerint gutaütésben) meghalt, az általa létrehozott Dongning vagy Tungning Királyság elnevezésű államot fia, majd unokája irányította 1683-ig, amikor a Csing-dinasztia (Qing-dinasztia) Tajvan egész szigetével együtt Fucsienhez (Fujianhez) csatolta.

## Csing(Qing)uralom

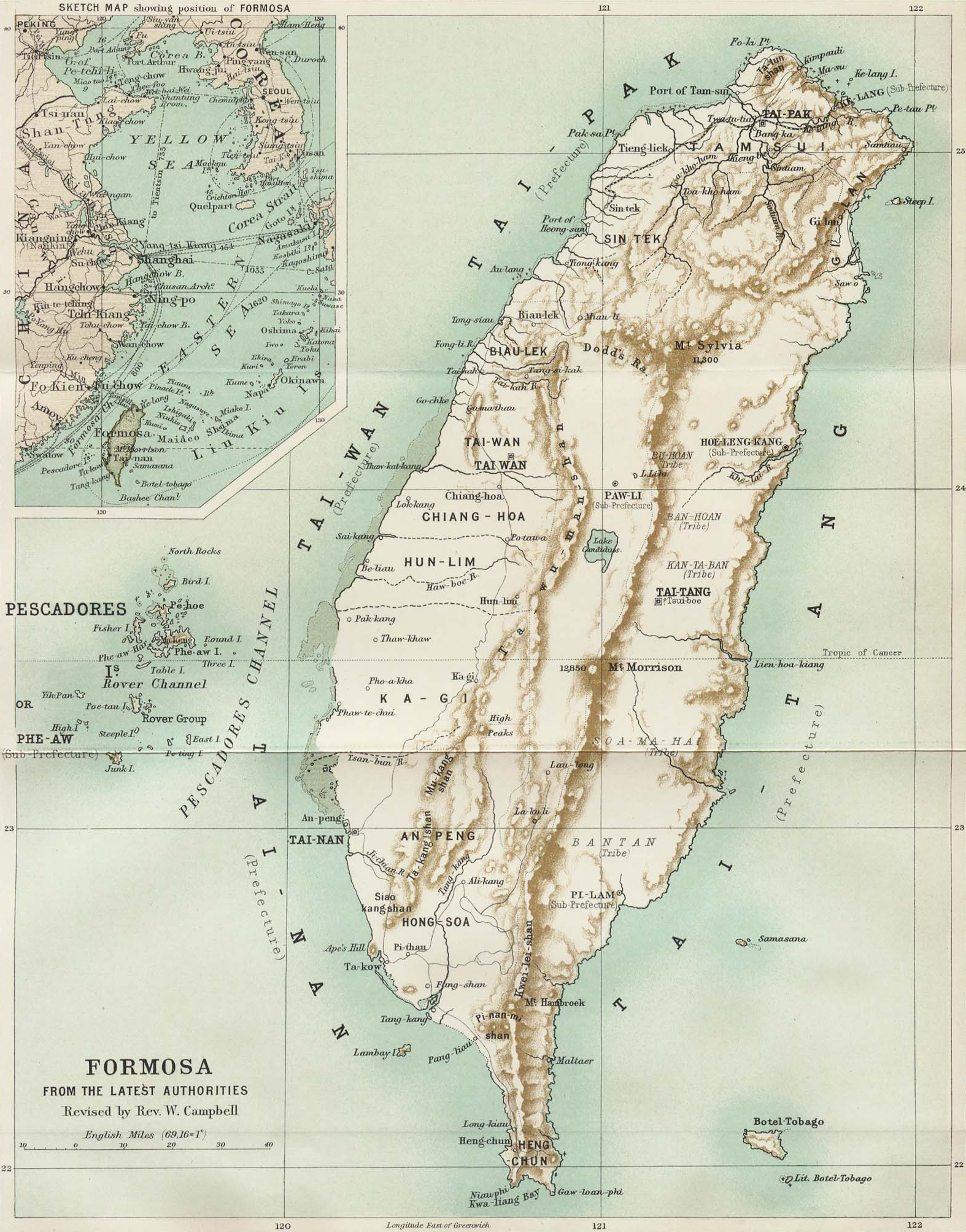
Tajvan térképe 1896-ból

1681-től kezdve a Csing (Qing)ek újra és újra támadni kezdték a Dongning Királyságot. Ebben nagy segítségükre volt a Mingektől elpártolt Si Lang (Shi Lang) (施琅), aki az alapvetően szárazföldi harcmodorra berendezkedett mandzsuk szolgálatába állította tengerésztudását. 1683. július 8-án háromszáz hajóval és húszezer katonával megtámadta és hamarosan elfoglalta a Penghu-szigeteket. Az addigra már belső viszályoktól megrendült Cseng család (Kuo-hszing-je leszármazottai) megadta magát és szeptemberben Si Lang (Shi Lang) átvette a hatalmat a sziget fölött. A Csing (Qing)-udvar eleinte bizonytalan volt Tajvan sorsát illetően. Több miniszter is úgy vélte, a sziget túlságosan is jelentéktelen, csupán szökött rabok és kalózok búvóhelye, és semmi értékeset nem ad a birodalomnak, túl nagy erőfeszítést jelentene az adminisztrációja. Si Lang (Shi Lang) azonban azon a véleményen volt, hogy egyrészt a sziget védelmi bástya lehet Dél-Kínának, másrészt pedig, ha sorsára hagyják, visszatérhetnek a külföldi gyarmatosítók, anélkül, hogy időben értesülhetne róla az udvar. Végül a császár beleegyezett, hogy a szigetet a birodalomhoz csatolják.
Eleinte a Csingek passzívan kezelték Formosa szigetét. Az elsődleges cél a kalózok visszajövetelének és a kormányellenes erők megtelepedésének megakadályozása volt. A szigetet adminisztratív szempontból Fucsien (Fujian) tartományhoz csatolták és három prefektúrára osztották fel, melyekben katonai személyzetet állomásoztattak. A katonák nem vihették magukkal a családjukat, a szigeten élő kínaikat visszatelepítették a szárazföldre és csak különleges engedéllyel lehetett beutazni. A szigorú szabályok ellenére Formosa az illegális bevándorlók paradicsomává vált, mivel bővelkedett még szabad földterületekben.
A következő 200 évben több mint száz felkelés tört ki a sziget területén, az emberek leginkább a korrupt hivatalnokok ellen lázadtak, de a katonasággal sem voltak elégedettek. Mivel az itt állomásozó katonáknak csak három évre szólt a szolgálatuk és igen alacsony bért kaptak, nem igen törődtek a munkájukkal. Akárcsak a szárazföldi Kínában, Tajvanon is virágzottak a titkos társaságok, melyek tagjai vértestvérekké fogadták egymást. A legismertebb ilyen társaság a Föld és a Mennyek Társasága volt, mely több, a sziget teljes egészére kiterjedő lázadást is szított. Politikai céljuk a Csing-rezsim eltávolítása, és a Ming-rezsim visszaállítása volt. A felkelések sosem jártak sikerrel, leginkább azért, mert a kínai telepesek egymással és az őslakosokkal is harcoltak a földért és a vízlelő helyekért.
A 19. század közepén megújult az európai érdeklődés Formosa szigete iránt, de amerikai flották is érkeztek, melyek többször megpróbálták bevenni a mai Csilung (Keelung) és Tajcsung (Taichung) kikötőjét, sikertelenül. 1858-ban a Tiencsin (Tienjin) egyezmény megnyitott négy kikötőt Amerika, Franciaország, Anglia és Oroszország számára kereskedelmi célból. A sziget gazdasága felélénkült, exportcikké vált a cukor, a kámfor és a tea. Az 1800-as évek második felében a japánok is elkezdtek érdeklődni Formosa lehetőségei iránt. Miután az egyik őslakos törzs több, a szigetre érkező japánt is megölt, Japán és Kína között megnőtt a feszültség. A Csing adminisztráció ezért úgy döntött, megváltoztatja a sziget státusát. Eltörölték a korábbi megszorításokat és megengedték a szabad betelepülést Formosára.
1884-ben a franciák és a Csingek között viszály tört ki Vietnám státusát illetően, és a háborút Formosa is megszenvedte, a franciák ugyanis csapatokat küldtek a szigetre és több várost is elfoglaltak. Egy évvel később azonban a háborúzó felek békét kötöttek. Az incidens megérttette a Csingekkel Formosa jelentőségét és a szigetre küldték Liu Ming-csuan (Liu Ming-zhuan)t, hogy fejezze be az elődei által elkezdett, de félbehagyott reformokat. Liunak köszönhetően a sziget elszakadt Fucsien (Fujian)től és 1885 októberében Tajvan néven önálló tartományi rangot kapott. Liu 1891-ben betegségére hivatkozva elhagyta Tajvant és utódja nem igen foglalkozott a reformok továbbvitelével. Tajvan ismét fontosságát vesztett mellékterületté vált a Csing Birodalomban.

## Japán uralom

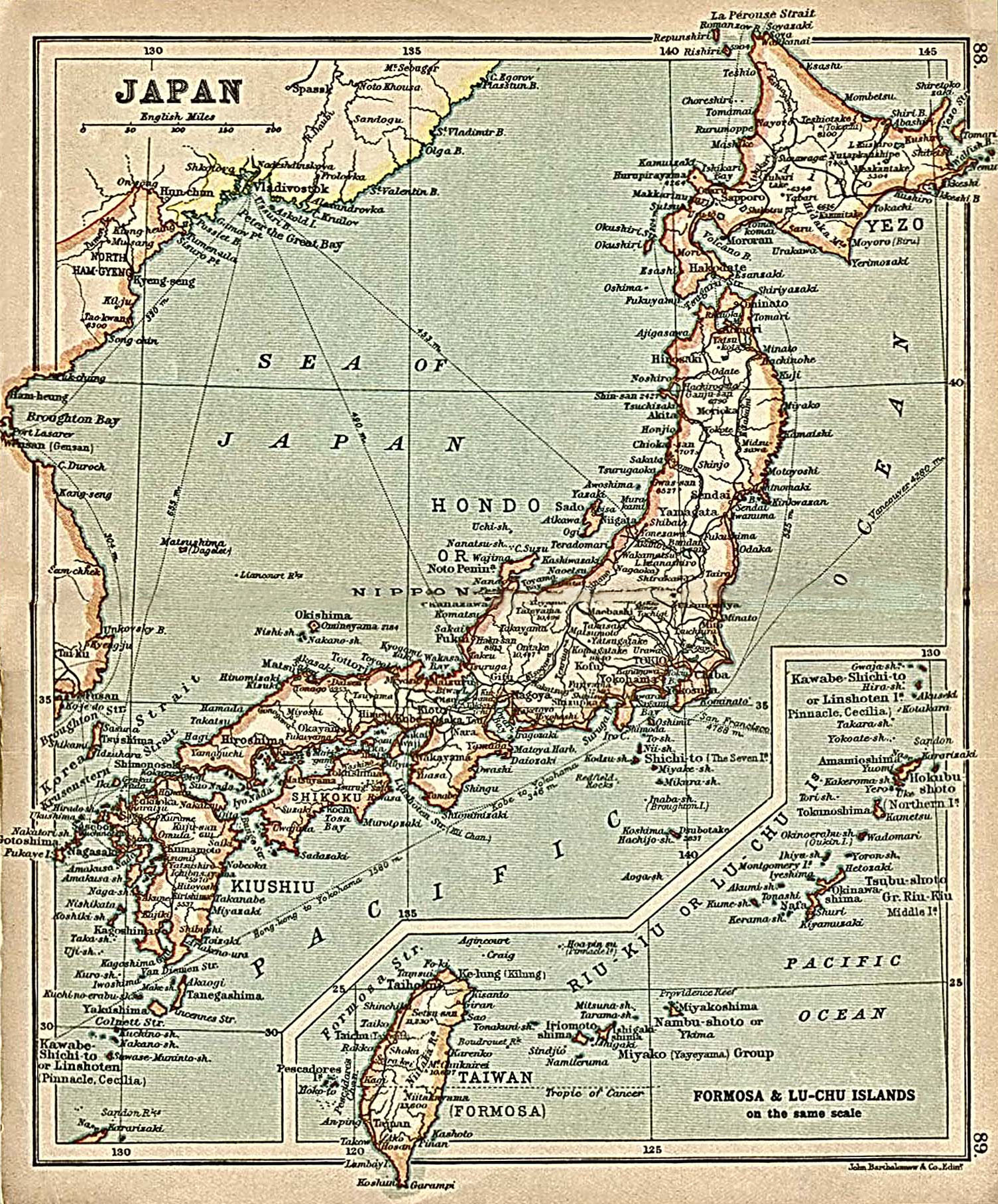
Tajvan térképe 1912-ből, amikor a Japán Birodalom részét képezte.

Japán 1592 óta aktívan kereste a lehetőséget, hogy uralma alá vonja az általuk Takasago Koku néven ismert Tajvan szigetét. Tojotomi Hidejosi ekkor kezdte el a délre és nyugatra történő terjeszkedést. A sziget elfoglalására tett kísérletek kudarcba fulladtak. 1609-ben a Tokugava-sógunátus Arima Harunobut küldte Tajvanra, hogy térképezze fel a szigetet, 1616-ban pedig újra megkísérelték elfoglalni.
1871-ben egy okinavai hajó zátonyra futott a sziget déli csücskénél és 54 matrózt a helyi őslakosok megöltek. Az eset kapcsán Japán kompenzációt kért a Csingektől (Qingektől), ám azt a választ kapták, hogy a kínaiak nem felelősek a birodalom szélén barbár népek által elkövetett cselekményekért. A japánok ezt úgy értelmezték, hogy a Csingek (Qingek) nem uralják a szigetet (lásd: Tajvan japán megszállása (1874)), bevenniük azonban egészen 1895-ig nem sikerült. Az első kínai–japán háborút követően az 1895. április 17-én aláírt simonoszeki béke Tajvant és Penghut japán fennhatóság alá helyezte.

## A Kínai Köztársaság részeként
A második világháborút követően az addig japán uralom alatt álló Tajvan szigete szövetséges felügyelet alá került, és a japánok a Kínai Köztársaság katonái előtt tették le a fegyvert. A Kínai Köztársaság tartományi kormányzatot hozott létre a szigeten. A köztársaság a katonai felügyeletet is kiterjesztette a szigetre, ami a tajvani lakosok és a köztársaságiak között növekvő feszültséget okozott és lázongásokhoz vezetett. 1947. február 28-án egy civil lelövése kapcsán az egész szigetre kiterjedő felkelés vette kezdetét, mely a 228-as incidens néven vált ismertté. A harcokban 18 000–30 000 tajvanit öltek meg, de a halottak pontos számát nem lehet megmondani.
1945 és 1947 között amerikai közvetítéssel a nacionalisták és a kommunisták beleegyeztek, hogy béketárgyalás-sorozatok keretén belül megpróbálnak megegyezni egy koalíciós kormány felállításáról. A tárgyalások kudarcba fulladtak, így a polgárháború folytatódott. A nacionalisták a kommunisták részvétele nélkül összehívták a nemzetgyűlést és elfogadták a Kínai Köztársaság alkotmányát. Az alkotmányt a kommunisták erőteljesen kritizálták, és a kihirdetése vezetett a két fél közötti viszony végleges megromlásához. 1947 elején a polgárháború teljes erővel folytatódott.
1948-ban a Kínai Köztársaság statáriumot vezetett be, amely a polgárháború közben a teljes nemzetre kiterjedt. A Szovjetunió által támogatott kommunista hadsereg végül győzedelmeskedett az amerikaiak által segített nacionalisták felett. 1949 decemberében Csang (Chiang) Tajvanra menekítette a kormányt és Tajpejt tette meg ideiglenes fővárossá. A nacionalisták magukkal vitték Kína aranytartalékát, és körülbelül egy-két millió kínai menekült érkezett velük az addig hatmillió lakost számláló szigetre.
1949 októberében a kommunisták kikiáltották a Kínai Népköztársaságot.

### A fehérterrortól a demokráciáig

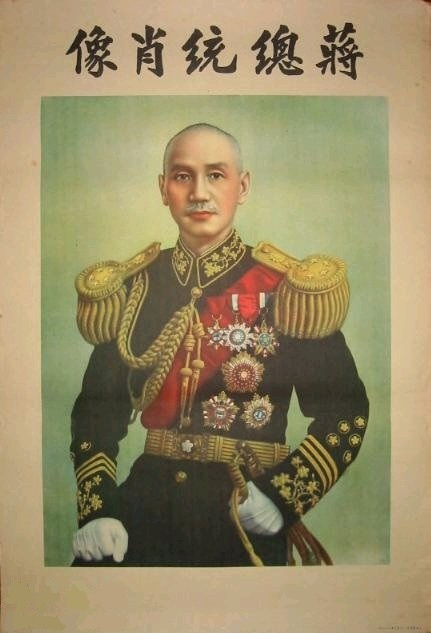
Csang Kaj-sek (Chiang Kai-shek) (1948)

A Kínai Köztársaság, melyet belső, függetlenségre törekvő lázongások és a kontinentális kommunisták is fenyegettek, egyre diktatórikusabb eszközökhöz nyúlt. A fehérterror már akkor elkezdődött, amikor a kormány még a kontinentális Kínában székelt, és egészen 1987-ig tartott; célja a politikai ellenállás elnyomása volt. Körülbelül 140 000 tajvani lakost börtönöztek be vagy végeztek ki, feltételezett anti-Kuomintang (Guomindang) vagy kommunista-párti voltuk miatt.
Az Egyesült Államok úgy vélte, hogy a Kuomintang (Guomindang) végül majd elbukik a kommunistákkal szemben, így magára hagyta Tajvant. 1950-ben azonban kirobbant a koreai háború, aminek következtében Harry S. Truman elnök újra beavatkozott Tajvan és Kína viszonyába, és a Tajvani-szorosba küldte a Hetedik flottát, hogy az fenntartsa a szoros „semlegességét”, és megakadályozza egy lehetséges összecsapás kialakulását a két fél között. A San Franciscó-i és a tajpeji békeszerződésben (1952) Japán lemondott Tajvan és Penghu szigetéről. Az Egyesült Államok és az Egyesült Királyság nem értett egyet abban, hogy a Kínai Köztársaság vagy a Kínai Népköztársaság tekinthető-e Kína legitim kormányának, így egyik békeszerződésben sem esett szó arról, ki veszi át a sziget irányítását.
Az 1960-as és 70-es években a Kínai Köztársaság továbbra is egypártrendszerben működött, gazdasága azonban erőteljes iparosodásnak indult és egyre inkább technológia-orientált lett. Gyors gazdasági fejlődése a „tajvani csoda” néven vált ismertté, és részben annak volt köszönhető, hogy a gazdaság független volt a kontinentális Kínától és hogy többek között amerikai pénzalapok segítették, illetőleg megindult a kereslet a Tajvanon gyártott termékek iránt. Az 1970-es években Japán után Tajvan lett a második, gazdaságilag leggyorsabban fejlődő állam Ázsiában, és Hongkong, Dél-Korea, valamint Szingapúr mellett a negyedik „ázsiai tigrisként” hivatkoztak rá. A hidegháború miatt az 1970-es évekig a nyugati államok és az ENSZ is a Kínai Köztársaságot tartották Kína legitim kormányának, később azonban a Kínai Népköztársaságot ismerték el.
A nyugati kritikusok a Kínai Köztársaságot nem tartották demokratikus államnak, mivel statárium volt érvényben, elnyomtak minden politikai ellenállást és erőteljesen cenzúrázták a médiát. Nem lehetett új pártokat létrehozni, és a meglévő pártok sem lehettek komoly ellenfelei a Kuomintang (Guomindang)nak, nem voltak valódi, demokratikus választások. Az 1970-es években azonban elindultak a reformok, melyek az 1990-es évekre lassan demokratikus állammá fejlesztették Tajvant. 1979-ben Kaohsziung (Kaohsiung) városában tüntetést szerveztek a demokrácia mellett. Bár a Kaohsiung-incidensként ismert tüntetést a hatóságok hamar feloszlatták, ma már az egyik olyan fő eseményként emlékeznek rá, ami hozzájárult a tajvani ellenzék egyesítéséhez. 1986-ban Csiang Csing-kuo (Chiang Ching-kuo) és Li Teng-huj (Lee Teng-hui) (a KMT vezetői) engedélyt adtak parlamenti pártok létrehozásához, melynek eredményeképp jött létre az első ellenzéki párt, a Demokratikus Progresszív Párt. 1987-ben eltörölték a statáriumot, egy évvel később pedig azt a törvényt, amely megtiltotta új újságok kiadását. 1996-ban tartották az első demokratikus elnökválasztást.

## Fordítás
- Ez a szócikk részben vagy egészben  a   History of Taiwan című angol Wikipédia-szócikk ezen változatának fordításán alapul.  Az eredeti cikk szerkesztőit annak laptörténete sorolja fel. Ez a jelzés csupán a megfogalmazás eredetét és a szerzői jogokat jelzi, nem szolgál a cikkben szereplő információk forrásmegjelöléseként.